# Górnik Łęczna
Górnik Łęczna (uitspraak: [ˈɡurɲik ˈwɛnt͡ʂna], ong. goerniek wentjna ["g" als in zakdoek]) is een Poolse voetbalclub uit de stad Łęczna. De club speelt in het seizoen 2014/15 in de Poolse Ekstraklasa.
De clubkleuren zijn groen-zwart.

## Corruptieschandaal 2006/2007
De Poolse voetbalbond PZPN heeft op 12 april 2007 besloten Górnik Łęczna twee klassen te degraderen naar de III liga. Dit gebeurde naar aanleiding van betrokkenheid van de club bij een corruptieschandaal in Polen. Górnik werd het zwaarst gestraft voor het schandaal, waarvoor in totaal zes Poolse clubs werden veroordeeld. Onder deze zes ploegen bevond zich ook een andere club uit de Ekstraklasa, namelijk Arka Gdynia, die een klasse werd teruggezet.
Naast de degradatie kreeg Górnik nog een boete van 270.000 złoty en zou de ploeg het nieuwe seizoen moeten beginnen met een aftrek van tien punten.
In hoger beroep werd de geldboete verlaagd van 270.000 naar 70.000 złoty en de aftrek werd verminderd tot zes punten.

## Huidige selectie (2015/16)

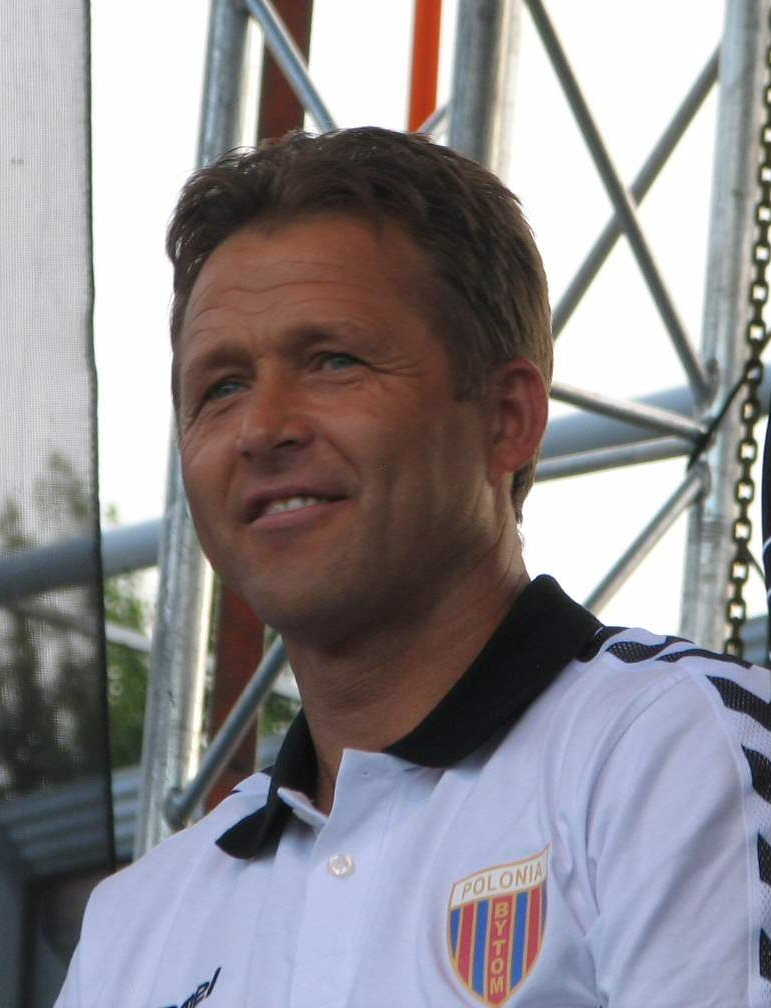
Yuriy Shatalov (Trainer)

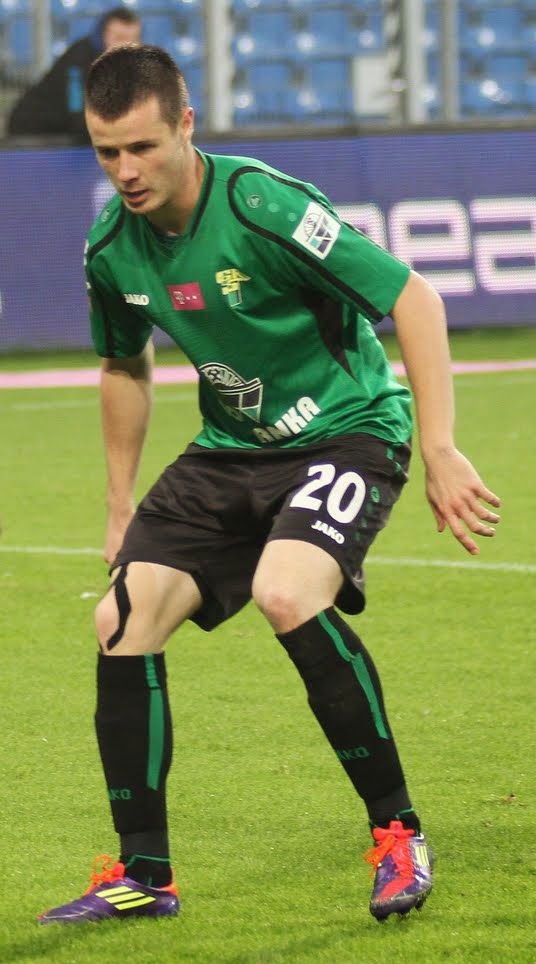
Lukáš Bielák

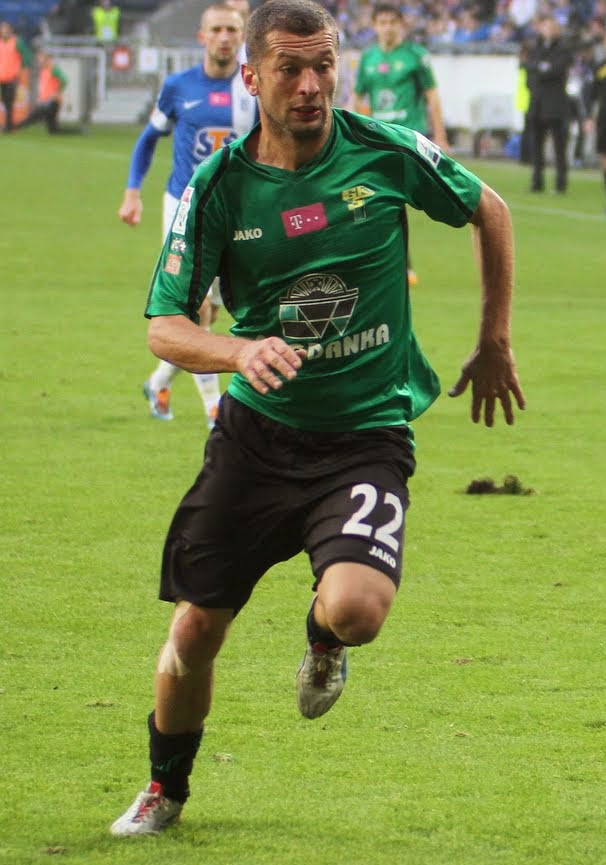
Łukasz Mierzejewski

Laatst bijgewerkt: 7 september 2015
| Nummer      | Naam                |
| DOEL        | DOEL                |
| ----------- | ------------------- |
| 1           | Silvio Rodić        |
| 13          | Dominik Mucha       |
| 79          | Sergiusz Prusak     |
| VERDEDIGING |                     |
| 2           | Leândro             |
| 3           | Sebastian Kopeć     |
| 6           | Paweł Sasin         |
| 14          | Jan Bednarek        |
| 20          | Lukáš Bielák        |
| 22          | Łukasz Mierzejewski |
| 23          | Maciej Szmatiuk     |
| 24          | Tomislav Božić      |
| 27          | Adrian Basta        |
| MIDDENVELD  |                     |
| 4           | Veljko Nikitović    |
| 5           | Łukasz Tymiński     |
| 7           | Tomasz Nowak        |
| 8           | Grzegorz Piesio     |
| 15          | Grzegorz Bonin      |
| 16          | Wojciech Kalinowski |
| 17          | Radosław Pruchnik   |
| 19          | Kamil Poźniak       |
| AANVAL      |                     |
| 10          | Jakub Świerczok     |
| 18          | Bartosz Śpiączka    |
| 45          | Przemysław Pitry    |
| Coach       | Yuriy Shatalov      |

## Bekende (oud-)spelers

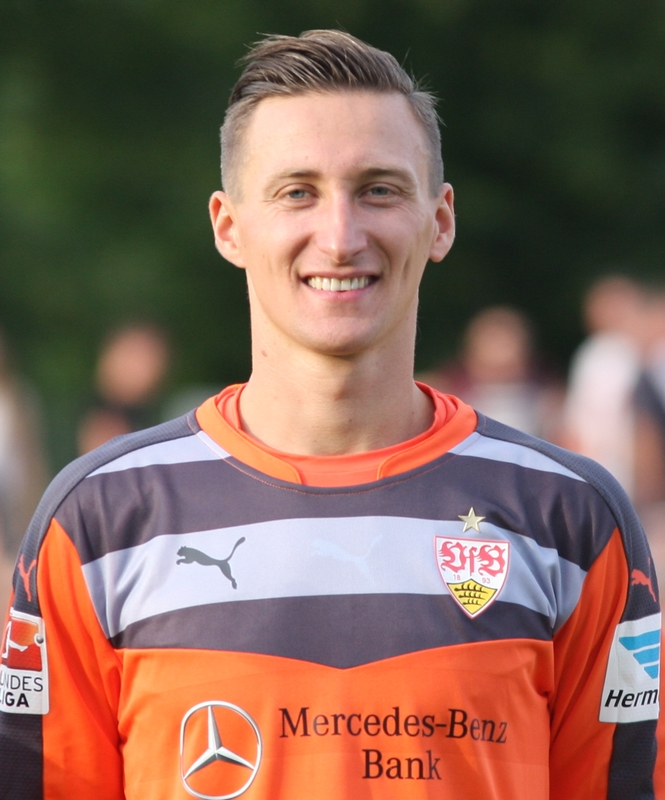
Przemysław Tytoń

- Stefan Askovski
- Fiodor Černych
- Cezary Kucharski
- Przemysław Tytoń